# Saint-Jean-de-Daye
Saint-Jean-de-Daye település Franciaországban, Manche megyében. Lakosainak száma 645 fő (2022. január 1.). Saint-Jean-de-Daye Le Dézert, Graignes-Mesnil-Angot, Le Mesnil-Véneron, Saint-Fromond és Carentan-les-Marais községekkel határos.

## Népesség
A település népessége az elmúlt években az alábbi módon változott:
| Lakosok száma | 519  | 611  | 595  | 609  | 608  | 617  | 629  | 638  | 636  | 645  |
|               | 1968 | 1982 | 1990 | 2006 | 2013 | 2015 | 2017 | 2019 | 2020 | 2022 |